# Altinerina
Altinerina es un género de foraminífero bentónico de la subfamilia Altinerininae, de la familia Milioliporidae, de la superfamilia Soritoidea, del suborden Miliolina y del orden Miliolida. Su especie tipo es Altinerina meridionalis. Su rango cronoestratigráfico abarca desde el Noriense hasta el Rhaetiense inferior (Triásico superior).

## Discusión
Algunas clasificaciones incluyen Altinerina en la superfamilia Milioliporoidea.

## Clasificación
Altinerina incluye a la siguiente especie:
- Altinerina meridionalis